# Раф-Рок (Аризона)
Раф-Рок (англ. Rough Rock) — переписна місцевість (CDP) в США, в окрузі Апачі штату Аризона. Населення — 428 осіб (2020).

## Географія
Раф-Рок розташований за координатами 36°24′34″ пн. ш. 109°52′6″ зх. д. / 36.40944° пн. ш. 109.86833° зх. д. (36.409489, -109.868403). За даними Бюро перепису населення США в 2010 році переписна місцевість мала площу 33,12 км², з яких 33,12 км² — суходіл та 0,01 км² — водойми.

## Демографія
Згідно з переписом 2010 року, у переписній місцевості мешкало 414 осіб у 120 домогосподарствах у складі 87 родин. Густота населення становила 12 особи/км². Було 160 помешкань (5/км²).
Расовий склад населення:
| - 95,7 % — корінних американців - 2,2 % — білих - 0,2 % — чорних або афроамериканців - 0,2 % — азіатів |

До двох чи більше рас належало 1,2 %. Частка іспаномовних становила 1,4 % від усіх жителів.
За віковим діапазоном населення розподілялося таким чином: 35,3 % — особи молодші 18 років, 56,2 % — особи у віці 18—64 років, 8,5 % — особи у віці 65 років та старші. Медіана віку мешканця становила 28,5 року. На 100 осіб жіночої статі у переписній місцевості припадало 94,4 чоловіків; на 100 жінок у віці від 18 років та старших — 90,1 чоловіків також старших 18 років.
Середній дохід на одне домашнє господарство становив 40 203 долари США (медіана — 39 464), а середній дохід на одну сім'ю — 40 508 доларів (медіана — 45 250). За межею бідності перебувало 15,9 % осіб, у тому числі 12,4 % дітей у віці до 18 років та 27,4 % осіб у віці 65 років та старших.
Цивільне працевлаштоване населення становило 134 особи. Основні галузі зайнятості: освіта, охорона здоров'я та соціальна допомога — 64,9 %, роздрібна торгівля — 13,4 %, будівництво — 11,9 %.